# Maquet
Maquet är ett företag inom området medicinteknisk utrustning, som sedan 2000 ingår i Getinge-koncernen och representerar affärsområdet Medical Systems. Maquet grundades 1838 av Johann Friedrich Fischer i Heidelberg. Företaget tillverkade och sålde undersökningsstolar och annan medicinteknisk utrustning. Företaget flyttades 1933 till Rastatt i Tyskland, införlivades 2000 i industrikoncernen Getinge AB och har sedan ytterligare utökats genom olika förvärv.
Den svenska delen av företaget (Maquet Critical Care) har sitt ursprung i Elema-Schönander AB i Solna, senare Siemens-Elema AB.
Medical Systems/Maquet är uppdelat i tre affärsområden: 
- Surgical Workplaces som bland annat tillhandahåller operationsbord, operationslampor, telemedicin, samt hela operationsrum.
- Critical Care vars fokus ligger på anestesisystem och servoventilatorer (respiratorer), som till stor del bygger på uppfinningar av Björn Jonson (fysiolog) och Georgios Psaros.[2]
- Cardiovascular